# Wapen van Etten-Leur

Wapen van de gemeente Etten-Leur (sinds 1968)

Het wapen van Etten-Leur  werd op 17 januari 1968 bij Koninklijk Besluit aan de Noord-Brabantse gemeente Etten-Leur toegekend. Het was een correctie op het wapen dat in 1817 was bevestigd.

## Beschrijving

Wapen van Etten-Leur (1817 - 1968)

### Wapen van 1817
De beschrijving van het wapen van Etten en Leur dat op 16 juli 1817 werd bevestigd, luidt:
Van lazuur beladen met 3 burgten van goud. Het schild gedekt met een gouden kroon van 15 paarlen.
N.B.:
- De heraldische kleuren in het wapen zijn lazuur (blauw) en goud (geel). Dit zijn de rijkskleuren.

### Wapen van 1968
De beschrijving van het wapen van Etten-Leur dat op 17 januari 1968 werd toegekend, luidt:
In zilver 3 geopende burchten van keel, geplaatst 2 en 1. Het schild gedekt met een gouden kroon met 15 paarlen.
N.B.:
- De heraldische kleuren in het wapen zijn zilver (wit) en keel (rood).

## Toelichting

Wapen van Van Etten

Etten was sinds de dertiende eeuw een afzonderlijke heerlijkheid, aanvankelijk onder het geslacht Van den Houte, later onder de Heer van Breda. Het gemeentewapen van Etten-Leur is afgeleid van het familiewapen van de familie van Etten, die tussen 1400 en 1600 tal van magistraatsfuncties in het land van Breda en de heerlijkheid Steenbergen bekleedden, waaronder dat van schout van Etten. Het familiewapen van Van Etten is een zilveren schild met drie blauwe burchten; het dorpswapen van Etten is sinds ca. 1600 een zilveren schild met drie rode burchten, met vanaf ca. 1700 een kroon. Dit wapen werd tot 1795 op zegels gebruikt. Bij de aanvraag van een gemeentewapen heeft men slechts een zegelafdruk ingestuurd, zonder de kleuren te specificeren. Hierdoor werd het wapen in rijkskleuren bevestigd. In 1967 heeft het gemeentebestuur een verzoek ingediend de oorspronkelijke kleuren van het wapen te herstellen, hetgeen door de Hoge Raad van Adel in 1968 werd goedgekeurd. De gemeentevlag die eveneens in 1968 werd ingesteld, verwijst in kleur en afbeelding naar het gemeentewapen.